# HTR-PM
HTR-PM (vysokoteplotní plynem chlazený modulární reaktor s oblázkovým ložem, anglicky High-Temperature gas-cooled Reactor Pebble-bed Module) je malý modulární reaktor (SMR) navržený univerzitou Čching-chua v Číně. HTR-PM je vysokoteplotní plynem chlazený reaktor (HTGR) IV. generace s oblázkovým ložem, který používá plynné helium jako chladivo a grafit jako moderátor neutronů. Reaktor o elektrickém výkonu 105 MW u každého modulu je nástupcem menšího prototypu HTR-10, který byl poprvé spuštěn v roce 2000. Stavba prvního demonstračního dvojreaktoru HTR-PM o výkonu 211 MW začala v Shidao Bay v provincii Šan-tung v roce 2012 a byla dokončena v roce 2020. Reaktor dosáhl kritičnosti v listopadu 2021 a v prosinci 2023 vstoupil do komerčního provozu. HTR-PM je v roce 2024 jediný reaktor IV. generace na světě v provozu. Výhodou reaktoru je vysoká výstupní teplota chladiva kolem 750 °C, která má veliký potenciál uplatnění v průmyslu. Teplo lze využít pro vysokoteplotní procesy například v hutnictví, petrochemii či pro výrobu vodíku pomocí S-I cyklu. Vyšší teplota zároveň zvyšuje termodynamickou účinnost při výrobě elektřiny.

## Technický popis reaktoru

### Princip vysokoteplotního plynem chlazeného reaktoru
V aktivní zóně reaktoru je řetězovou štěpnou reakcí uvolňováno teplo, které je heliem odváděno pryč. Helium z primárního okruhu putuje do tepelného výměníku zvaného parogenerátor, kde předá teplo vodě v sekundárním okruhu. Voda v sekundárním okruhu se začne vařit a přeměňovat na vodní páru, která roztáčí turbínu a vyrábí tak elektrickou energii. V případě HTR-PM je možné připojit až 6 modulů k jedné turbíně s výkonem 600 MW.

Schéma reaktoru s oblázkovým ložem

### Reaktorová nádoba
Tlaková nádoba reaktoru má vnitřní průměr 5.7 m a výšku 25 m a je tvořena z uhlíkové oceli. Uprostřed nádoby se nachází aktivní zóna s palivem ve tvaru válce o průměru 3 m a výšce 11 m se zúženým dnem, jejíž stěny jsou tvořeny grafitovými reflektory. Z horní části nádoby jsou zasouvány regulační tyče, které regulují kritičnost reaktoru. Mezi vnitřní a vnější částí nádoby proudí chladivo. V horní a spodní části jsou otvory pro vkládání nových a odebírání starých palivových částic.

### Palivo
Jelikož je HTR-PM tzv. reaktor s oblázkovým ložem, palivo není ve formě tablet, ale velmi malých povlékaných částic UO2 s 8,5% obohacením. Povlékané částice jsou kromě UO2 tvořeny třemi vrstvami pyrolytického grafitu a jednou vrstvou karbidu křemíku. Povlékané částice o průměru 0,5 mm jsou smíchány s grafitem a spolu tvoří kulové palivové články, oblázky, o průměru 6 cm. Výhodou paliva je vysoká tepelná a mechanická odolnost, která umožňuje bezpečný provoz i při vysokých provozních teplotách. V aktivní zóně se nachází 420 000 palivových článků, které jsou během provozu průběžně vyměňovány a podle stupně vyhoření vráceny do aktivní zóny anebo do nádrže pro vyhořelé palivo. Palivové články stráví v aktivní zóně v průměru 151 týdnů a jejich finální průměrné vyhoření je kolem 90 000 MWd/tU, je tedy 3krát větší než u lehkovodních reaktorů II. generace.

### Primární okruh
Primární okruh je kromě reaktorové nádoby tvořen jednou chladící smyčkou, cirkulačním čerpadlem a vertikálním parogenerátorem. Helium v primárním okruhu má teplotu 250 °C na vstupu do reaktoru, 750 °C na výstupu a tlak 7 MPa.

### Turbogenerátor
Zatímco primární okruh je vždy samostatný pro každý reaktor, sekundární okruh je společný pro všechny moduly. Tlak v sekundárním okruhu je 14,1 MPa, teplota 570°C a voda se tak přeměňuje na vodní páru. Veškerá vzniklá vodní pára se odvádí na společnou turbínu, která je připojena k generátoru, který přeměňuje teplo na elektrickou energii v podobě střídavého proudu o frekvenci 50 Hz a napětí 18 kV. Typ a instalovaný výkon turbíny se liší podle počtu připojených reaktorů.

### Kontejnment
Aktivní zóna je spolu s několika dalšími systémy uzavřena v ochranné obálce, která v případě poškození paliva zabraňuje jak úniku radionuklidů do životního prostředí, tak poškození reaktoru zvenku (například extrémním počasím či pádem letadla). Nejdůležitější bariérou je však povlak paliva, který zabraňuje úniku radionuklidů.

### Ovládání reaktoru
Reaktor je ovládán z řídicí místnosti, ze které operátoři ovládají chod celé elektrárny. K regulaci výkonu jsou primárně využívány regulační tyče. Tyče jsou zasouvány seshora, což znamená, že v případě havárie a ztráty elektrického napájení mohou do aktivní zóny spadnout samovolně volným pádem. Na rozdíl od tlakovodních reaktorů tento koncept nepočítá s regulací kyselinou boritou v primárním okruhu jelikož kyselina boritá není rozpustná v plynném heliu.